# Eozenillia psychidarum
Eozenillia psychidarum är en tvåvingeart som först beskrevs av Baranov 1934.  Eozenillia psychidarum ingår i släktet Eozenillia och familjen parasitflugor. Inga underarter finns listade i Catalogue of Life.